# 225-я улица (линия Уайт-Плейнс-роуд, Ай-ар-ти)
|   |   |   |   |   |
| · | · | · | · | · |

|   |   |   |   |   |
| · | · | · | · | · |

«225-я улица» (англ. 225th Street) — станция Нью-Йоркского метрополитена, расположенная на линии Уайт-Плейнс-роуд, Ай-ар-ти.  На станции останавливаются маршруты 2 (круглосуточно) и 5 (в часы пик в пиковом направлении). Она представлена двумя боковыми платформами, обслуживающими два локальных пути (центральный путь не используется для регулярного движения поездов).
Станция была открыта 31 марта 1917 года, на эстакаде. Обе платформы имеют бежевые ветровые стёкла и красные с зелёными очертаниями навесы, рамы и опорные колонны в центре, высокие чёрные по пояс стальные заборы на обоих концах с фонарными столбами. Обозначения станции в стандартной чёрной табличке с белыми буквами.